# Алексей Шелудко
Алексей Димитров Шелудко е български физикохимик, академик (1984), един от най-видните представители на българската физикохимична школа. Той е ръководител на Катедрата по физикохимия на Софийския университет (1962 – 1989), член-кореспондент на БАН (1967) и е член на Общогерманската академия „Леополдина“ (1974).
Ключови негови заслуги са интерферометричният метод за изследване на тънки филми (клетка на Шелудко), теорията за критичните дебелини на късанe на тънки течни филми, приложение на линейното напрежение към безбариерното фазообразуване. Други негови постижения са свързани с електрооптиката на дисперсните системи, а също така и по темите на флотацията. Създава собствена школа по колоидна химия.
Има големи заслуги за създаването и развитието на международни научни контакти. Той е един от 12-те най-видни учени от Европа, САЩ, Япония и Австралия, които през 1979 г. основават Международната асоциация по колоиди и повърхности (IACIS), като два пъти е член на ръководния й съвет.

## Биография
Алексей Шелудко  е роден през 1920 г. в Хале, Германия, в семейството на евреи: баща му Дмитрий Илич Шелудко (1892 – 1954) е украинец, завършил романска филология  и владеещ 14 езика,познавач на големия френски поет Мистрал, а майка му Нора Транен е родена в Сливен като дъщеря на руски евреин-емигрант и завършва славянска филология в Софийския университет. Вуйна му Валентина Транен е  първата жена-хирург в България, началник на хирургическото отделение в Плевенската болница. През 1918 г. баща му емигрира в България, където през 1919 г. се жени за майка му. От 1922 до 1927 г. баща му прави филологически изследвания в Берлин, след което семейството се връща в България. От 1930 до 1933 г. то отново е в Германия, понеже баща му преподава в Кьолнския университет. След това семейството окончателно се установява в София. Алексей завършва средното си образование в руското училище „Кузмина“ в София.
През 1938 г. започва да следва химия в Софийския университет, но въпреки отличния си успех прекъсва през 1942 г., за да се включи в съпротивата срещу германския национал-социализъм, като започва работа в радиотехническа работилница. Участва в създаването на нелегалната радиостанция „Христо Ботев“ и в издаването на първия брой на нелегалния вестник „Отечествен фронт“ (чиито уводни статии са писани от Тодор Живков). 
През 1943 г. се жени за своята състудентка Гена Христова, от която има две дъщери: Нора Шелудко (1948), преподавателка във Физическия факултет на СУ, и Анна Шелудко (1959 – 2003), класическа филоложка, преводачка и преподавателка по латински език в НГДЕК.
След 9 септември 1944 г., когато е създадена новата Държавна сигурност, е в Отдел Б (контраразузнаване) под ръководството на Стефан Богданов. Тогава с група разузнавачи е в Централна Европа – групата има задачата да открива скрили се военнопрестъпници, за да бъдат върнати в България и предадени на правосъдието.
През 1948 г. завършва химия в Софийския университет, като през 1949 г. става асистент на Ростислав Каишев в Катедрата по физикохимия. Там той започва изследвания в областта на колоидната химия, по-конкретно, физикохимията на тънките течни филми. Още като асистент, от 1953 г. му е възложено да подготви и чете за първи път в България курс по колоидна химия в рамките на специалност „Химия“ в Софийския университет. През 1957 г. се хабилитира за доцент и получава научната степен „кандидат на науките“. Тогава излиза и учебникът му „Колоидна химия“, претърпял множество издания (3 български, 2 руски, английско, полско и японско). През 1961 г. защитава докторска дисертация в Института по физикохимия на Академията на науките на Акадмията на науките в Москва. От 1962 г. е професор и поема ръководството на Катедрата по физикохимия в Софийския университет; остава на поста в продължение на 27 години. Работите му получават международно признание след поредица лекции пред Кройт-колоквиум в Утрехтския университет. През 1979 г. е сред 12-те учредители на Международната асоциация на учените по колоиди и повърхности. От 1967 г. е член-кореспондент на БАН, а от 1984 – академик.
В края на социалистическото управление на България е дисидент, един от инициаторите за създаването и учредител на Клуба за подкрепа на гласността и преустройството в България през 1988 г. Той е сред българските интелектуалци, поканени на закуска с президента Франсоа Митеран във френското посолство в България през 1989 г.
През 1958 г. участва в основаването на Института по физикохимия при БАН, където основава и ръководи Секцията по физикохимия на повърхностите и дисперсните системи до 1982 г. През 1967 г, е избран за член-кореспондент, а през 1984 г. – за академик на БАН. Освен на БАН той е член на Германската академия „Леополдина“ и на международни научни дружества и организации. Носител е на най-високите български отличия и ордени.
В периода 1989 – 1992 г. е президент на Фондацията „Св. св. Кирил и Методий“. Заедно с проф. Фишер-Апелт (ректор на Хамбургския университет) я спасява от закриване.
Обича класическата музика, особено Йохан Себастиан Бах и е сред най-големите познавачи на симфоничното му творчество. Той е виртуозен цигулар и има богата колекция от най-добрите световни изпълнения на творбите на Бах – грамофонни плочи и дискове. Има съвършена система за тяхното възпроизвеждане, като лично прави усилвателите, бидейки професионален радиотехник.
Умира в София на 8 май 1995 г. на 75-годишна възраст.

## Работа
Работи в областта на тънките течни филми, трифазен контакт и линейно напрежение и други. Ключовите постижения на Алексей Шелудко са създаването на интереферометричния метод за изследване на тънки филми (клетка на Шелудко) и създаването на теорията на критичните дебелини на късане на тънки течни филми.

## Публикации
- Б. В. Тошев - Библиография на Алексей Шелудко